# Маньовър
Вижте пояснителната страница за други значения на Маньовър.
Маньовърът (на френски: manœuvre – действие, операция) или мн. рядко производното маневра (в мн.ч. съответно маньоври или маневри) е вид военно действие.
Представлява организирано придвижване на войски при изпълнение на бойна задача към ново място или направление за използване с цел заемане на изгодно положение спрямо противника и/или създаване на групировка от сили и средства, както и за преместване и пренацелване на ударите и огъня.
Видовете маньовър са: обхват, обход, смяна на района (позициите). Следва маньоврите да се разграничават също според мащаба: от тактически (на бойното поле) до стратегически (на театъра на военните действия). Оперативният маньовър до XIX век приема формата на марш-маньовър – придвижване на крупни военни формирования (съединения и обединения) в походен строй, а след появата и широкото разпространение на железниците се прилага и железопътен маньовър.
Военната история е свидетел на цели епохи на маневриране, когато армиите, старателно отклонявайки се от бой, се стремят да принудят противника да се признае за победен само с движенията, раечетени главно за заплаха на флавговете и тила на противника (неговите запаси, снабдяване и съобщения).